# رفائيل (ملاك)
رفائيل (بالعبرية: רָפָאֵל) ومعنى إسمه هو الله يشفي هو أحد الملائكة المقدسين في اليهودية والمسيحية وفي الإسلام الذي يعرفه باسم إسرافيل والذي يعتبر واحد من الملائكة الأربعة الرئيسيين، ذكر الملاك في سفر طوبيا في قصته مع طوبيا وطوبيت ويعتبر مقدساً في الكاثوليكية والاورثودوكسية وأيضاً في بعض الطوائف البروتستانتية ويعتبر أيضاً مقدس في المورمونية في كتاب المبادئ والعهود.
يذكر سفر طوبيا في الكتاب المقدس عن كيفية مساعدة الملاك لطوبيا بتخليص زوجته من الشياطين وإرجاع البصر لطوبيت والد طوبيا والذي كان اليهود المسبيين من قبل الآشوريين.

## معرض صور

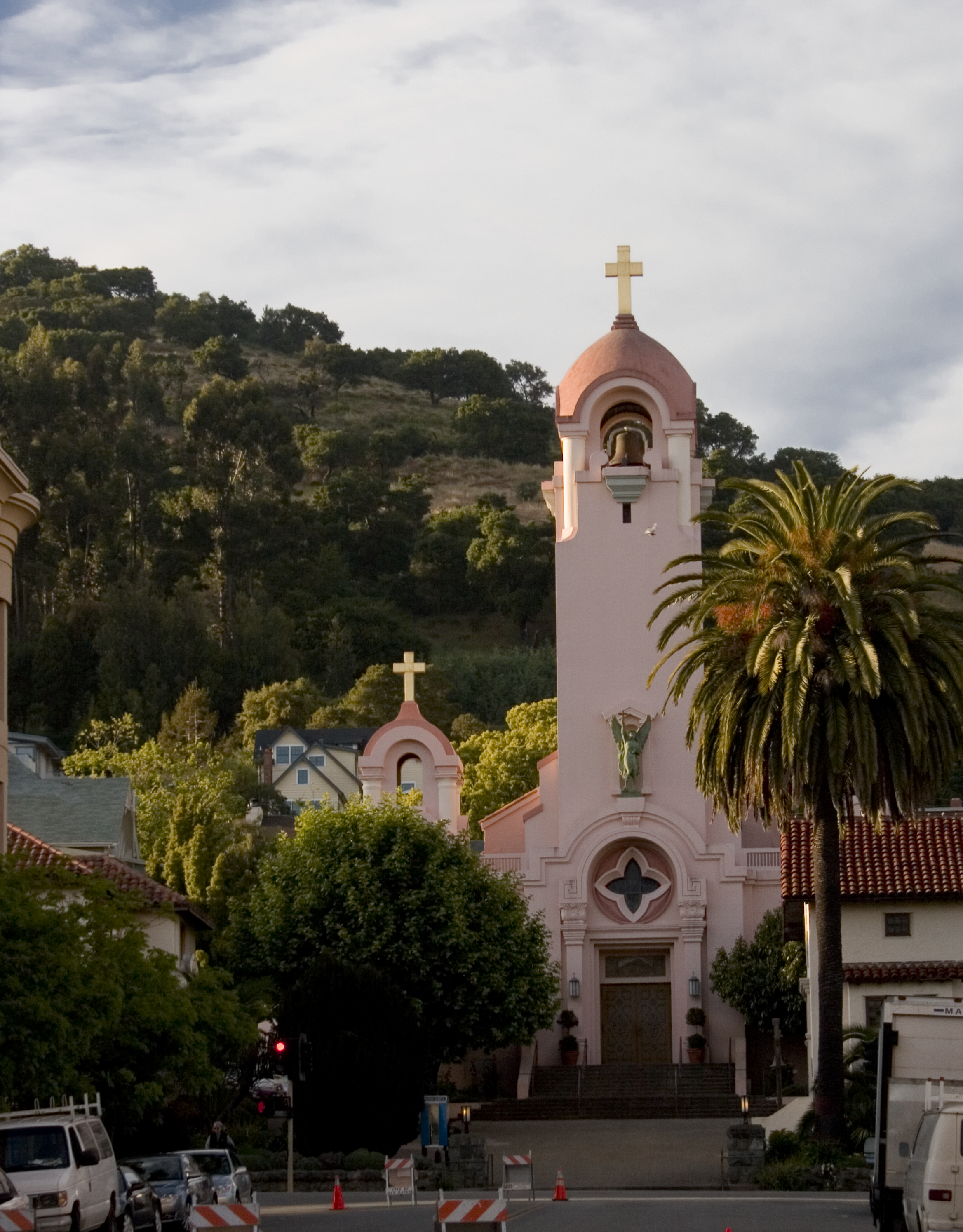
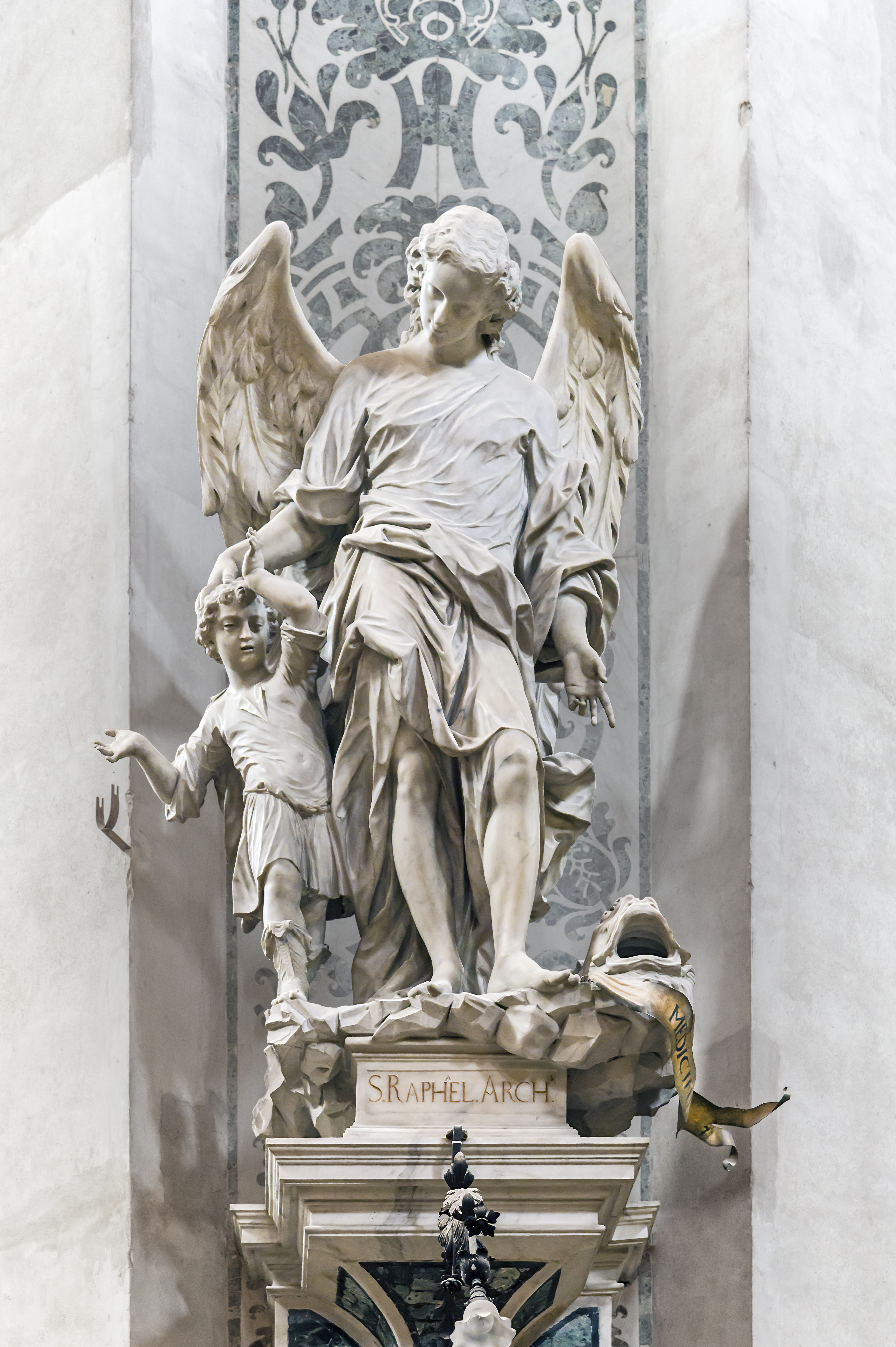
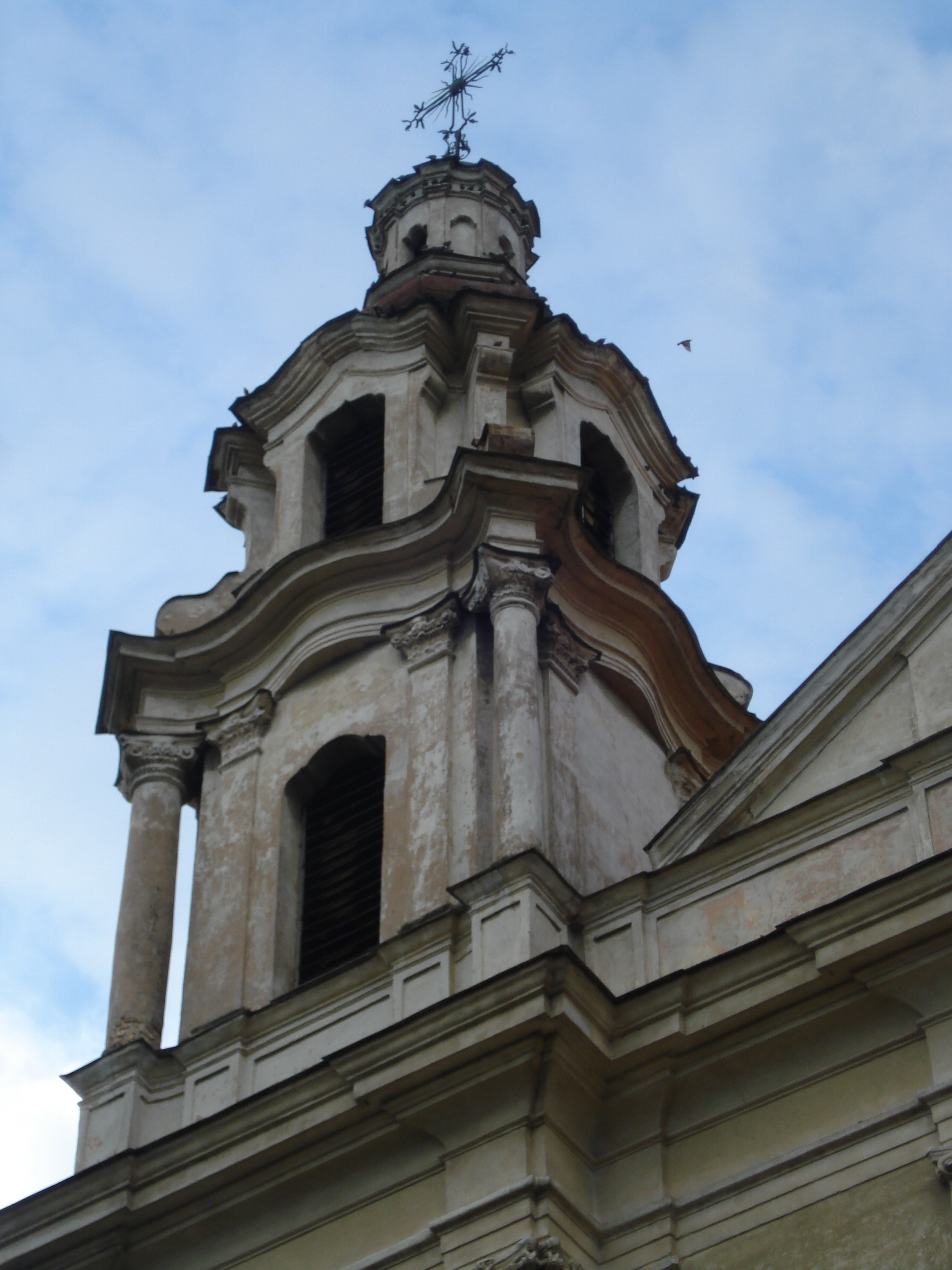
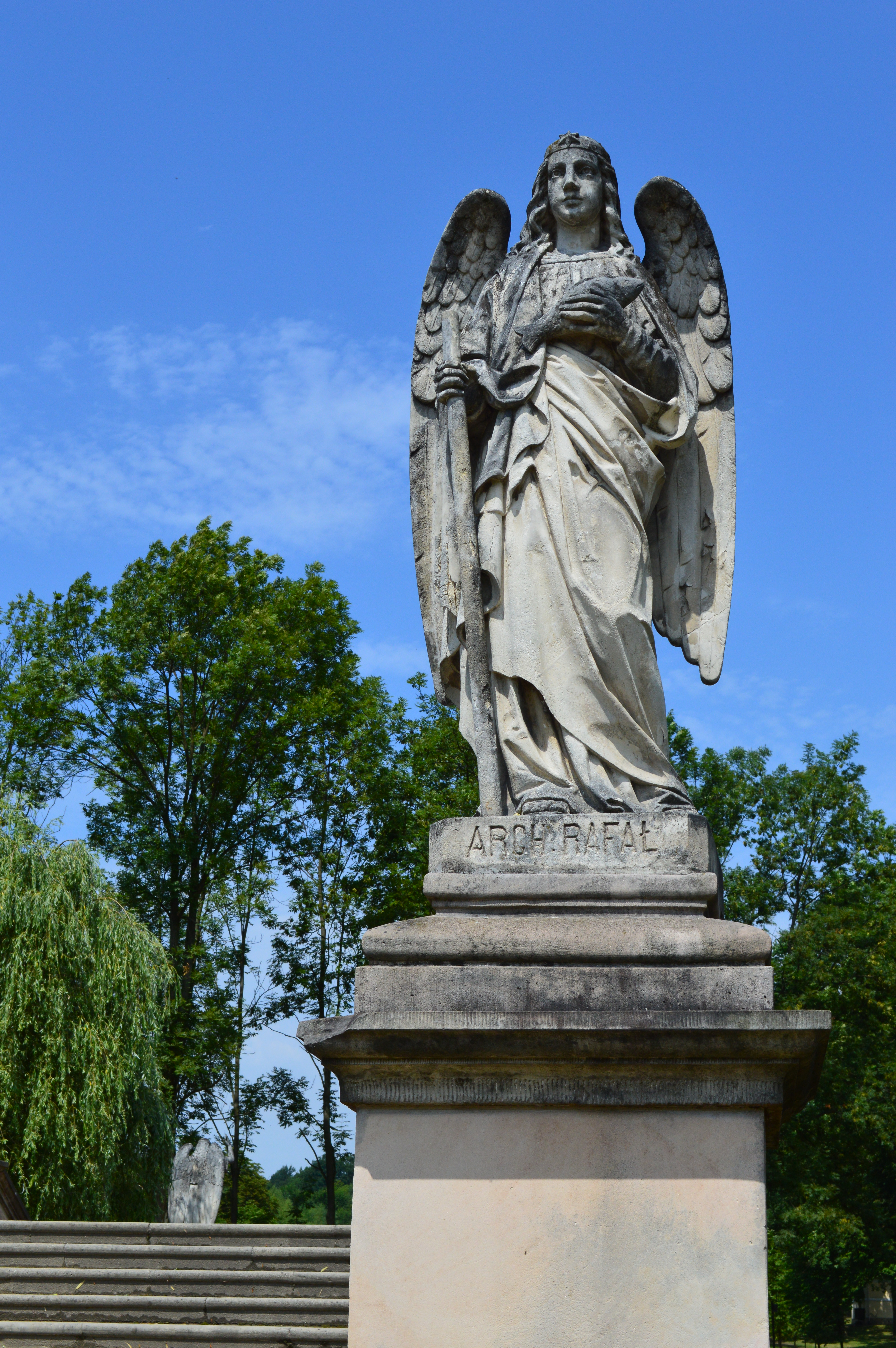
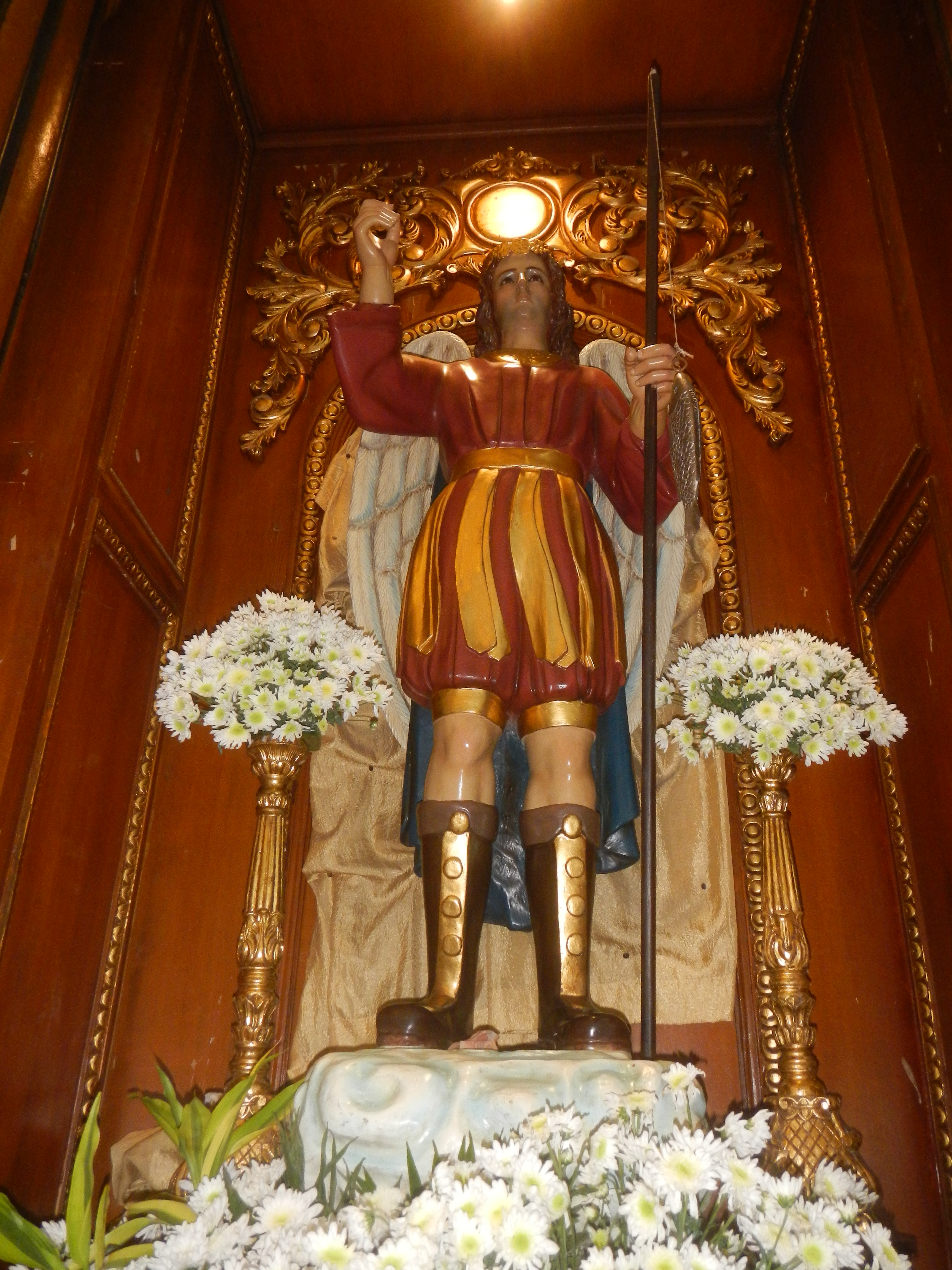
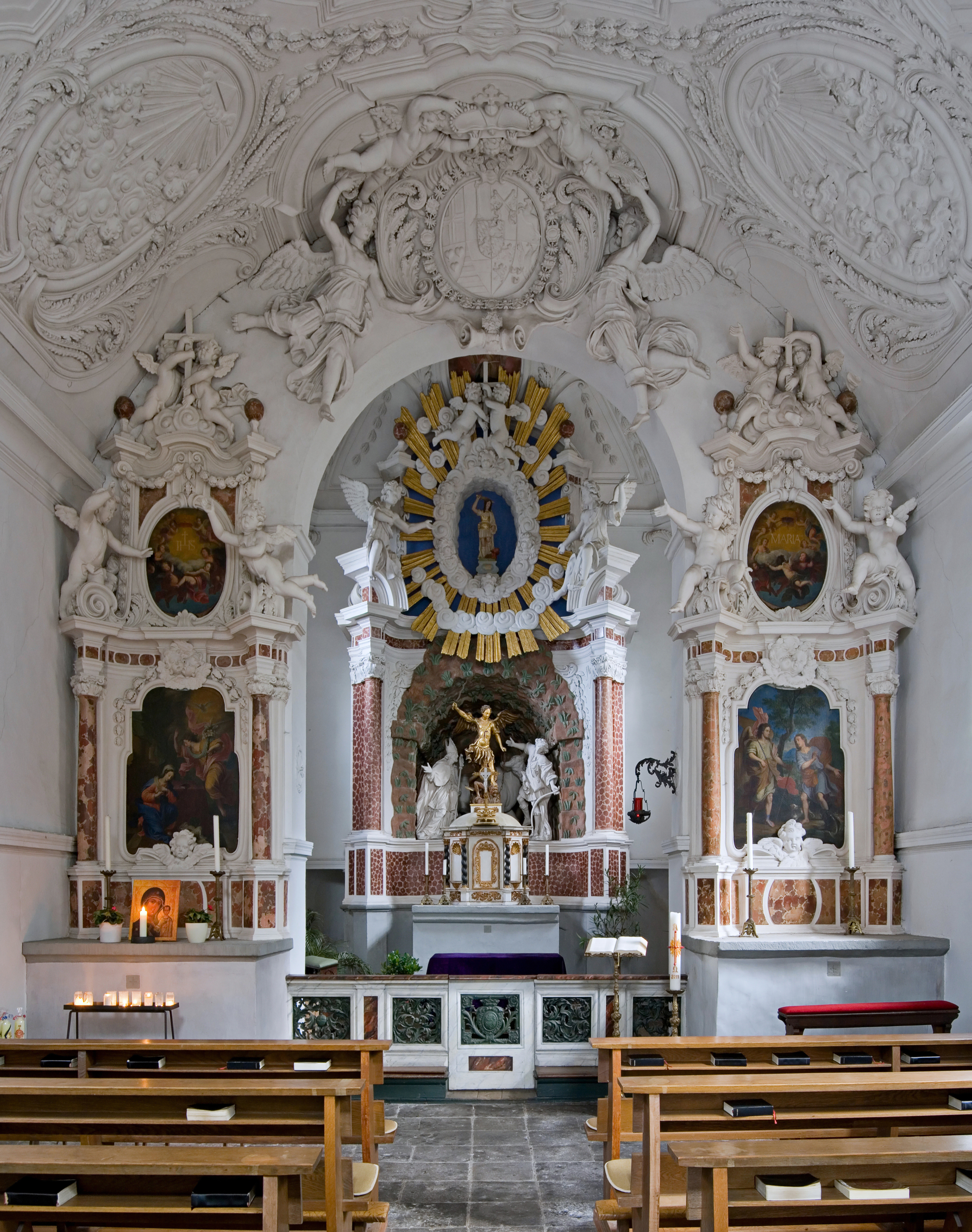